# Pont du Gottéron
Pour les articles homonymes, voir Gottéron (homonymie).
Le pont du Gottéron est un pont routier sur le Gottéron, situé dans le canton de Fribourg, en Suisse.

## Situation
Le pont du Gottéron est situé peu avant le confluent du Gottéron et de la Sarine, aux portes de la ville de Fribourg. Ce pont est le seul qui franchisse le Gottéron ainsi que le vallon éponyme.

## Histoire

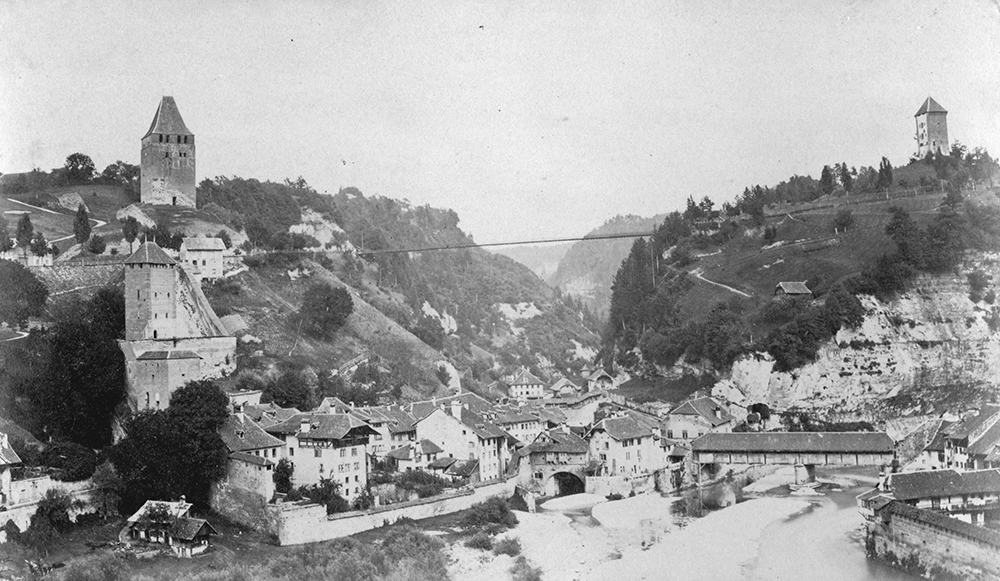
Pont du Gottéron au XIXe siècle

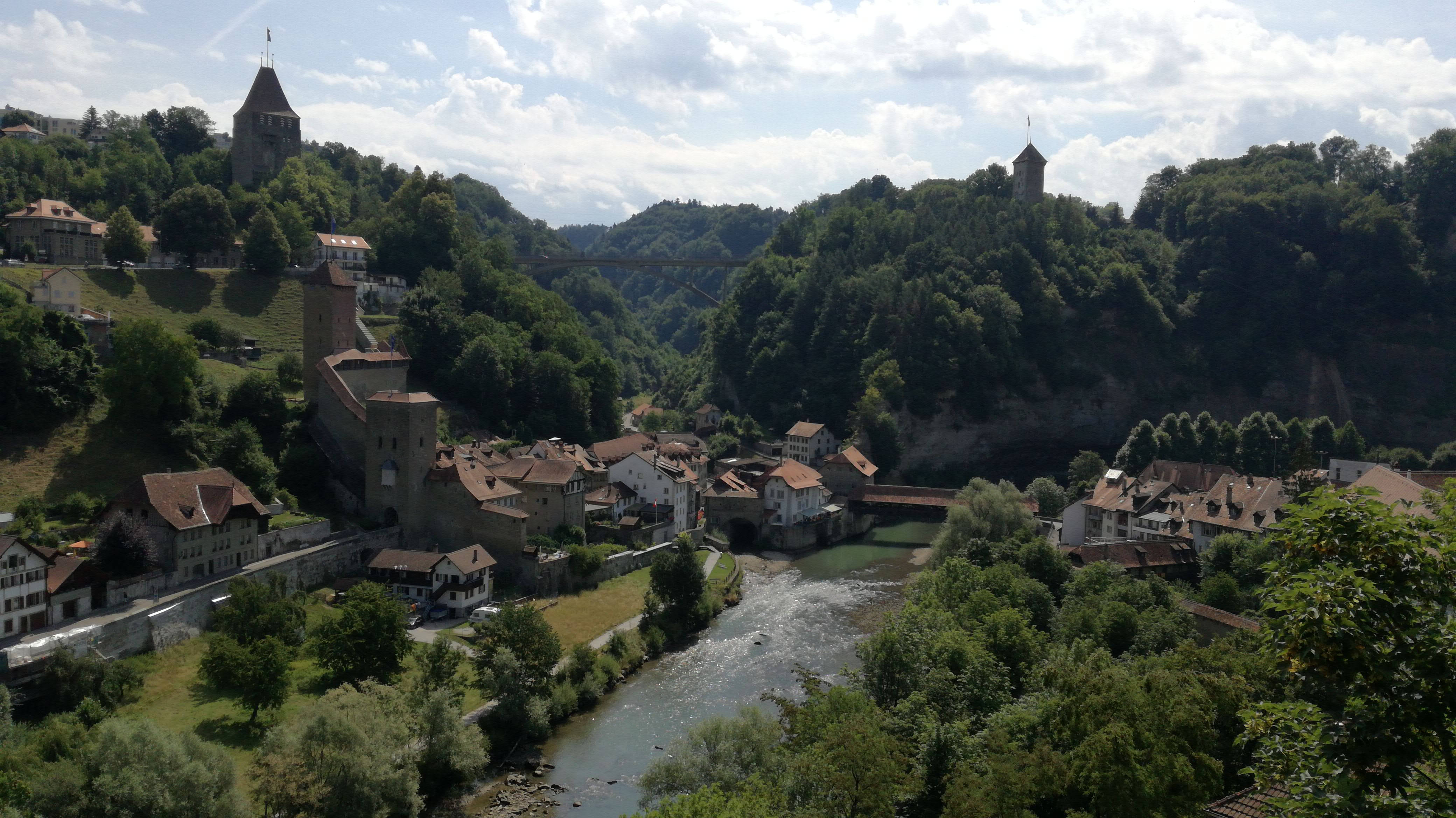
Pont du Gottéron en 2018.

En 1840, Joseph Chaley, qui vient de finir la construction du Grand Pont suspendu à Fribourg, obtient des autorités de la ville l'autorisation de construire un pont sur la vallée du Gottéron. Dans la même veine que son Grand Pont, il bâtit une structure légère de 151 m de longueur à 76 m au-dessus de la rivière. Après une première alerte en 1895 où une tempête menace de retourner le pont, un camion transportant des billes de bois et trop lourdement chargé provoque la rupture des traverses et chute dans le vide le 9 mai 1919. 
À la suite de cet accident, le Grand Conseil prend la décision de construire le pont de Pérolles, en projet depuis 1862, pour permettre le passage des camions. Dans le même temps, le pont du Gottéron est quant à lui réparé. En 1942 l'ingénieur Henri Gicot est chargé de réaliser une étude pour la réalisation d'un nouveau pont. Dans cette étude préalable, sur laquelle un appel d'offres restreint sera réalisé en 1954, seules deux solutions sont prévues : un pont suspendu métallique ou un pont voûte en béton. 
Après plusieurs délibérations et polémiques qui durèrent près de trois ans, le projet présenté par l'ingénieur Pierre Brasey de Fribourg, est finalement réalisé pour 1 170 000 francs en 18 mois, et béni par l'évêque le 29 juin 1960. 
Ce pont en arc réalisé en béton armé est long de 176 mètres et supporte une charge de 45 tonnes.

## Sécurité
Le pont du Gottéron est équipé de barrières de sécurité. Celles-ci ont été rendues nécessaires afin de prévenir les suicides par chute dans le vide.
Des barrières de 1,4 mètre avaient tout d'abord été placées, mais se sont rapidement révélées inefficaces. Elles furent donc remplacées par un grillage d'une hauteur totale de 2,7 mètres recourbé vers l'intérieur dans sa partie supérieure, et dont le coût s'est élevé à 250 000 francs. Cette solution a permis de réduire drastiquement les sauts volontaires, bien que quelques personnes déterminées soient tout de même passées à l'acte, longeant les barrières sur plusieurs dizaines de mètres.

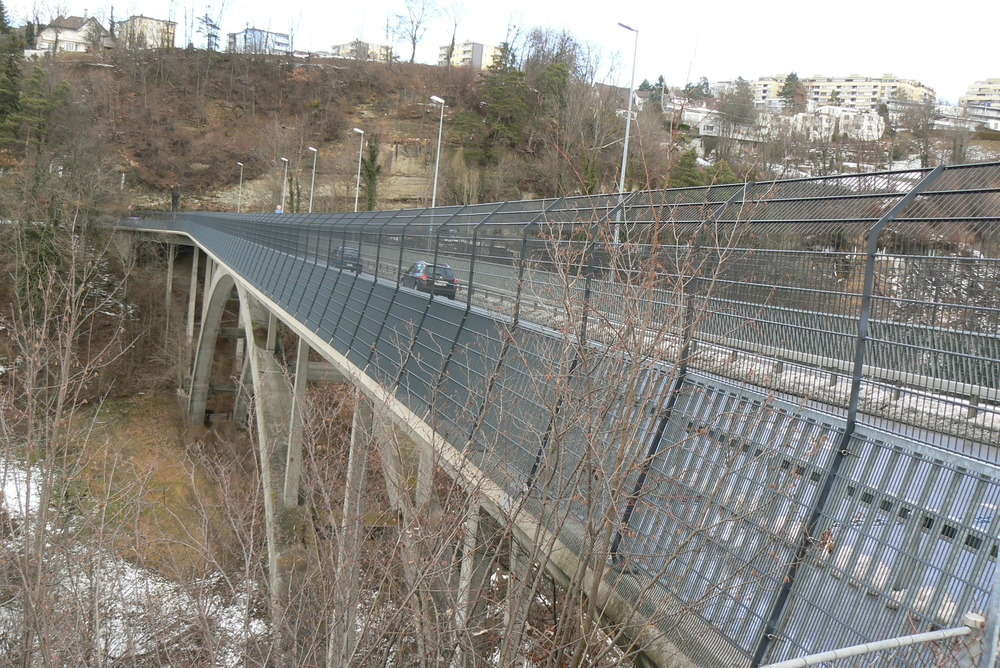
Barrières de sécurité

### Sources
- « Le Pont du Gottéron : Aspects Techniques », sur dgcwww.epfl.ch.
- « Le Pont du Gottéron », sur dgcwww.epfl.ch.
- Sébastien Julan, « Fribourg Ponts et passerelles - Traits d’union sur la Sarine », sur lagruyere.ch, 8 août 2006 (consulté le 7 avril 2008).
- Pierre Delacrétaz, Fribourg jette ses ponts, Chapelle-sur-Moudon, éditions Ketty et Alexandre, 1990.